# Bombarda (instrumento musical)
A bombarda é um instrumento de sopro, da família das madeiras, de palheta dupla, amplamente usado na música tradicional bretã. O instrumento é aparentado com a dulzaina espanhola e um precursor do oboé. A bombarda tem seis ou sete orifícios.